# Archibald Clark Kerr
Archibald Clark Kerr, pierwszy baron Inverchapel (ur. 17 marca 1882 w Australii, zm. 5 lipca 1951 w Greenock) – brytyjski dyplomata, ambasador w Chinach (przy rządzie Czang Kaj-szeka) w latach 1938-1942, ambasador w ZSRR w latach 1942-1946 oraz w USA w latach 1946-1948. W latach 1936–1946 posługiwał się tytułem Sir Archibald Clark Kerr. W 1945 roku był przedstawicielem Wielkiej Brytanii w Komisji Dobrych Usług.